# Список астероїдів (9701—9800)
| Назва                                   | Тимчасове позначення | Дата відкриття    | Місце відкриття                         | Відкривач                                              |
| --------------------------------------- | -------------------- | ----------------- | --------------------------------------- | ------------------------------------------------------ |
| 9701 Мак (Mak)                          | 1157 T-2             | 29 вересня 1973   | Паломарська обсерваторія                | К. Й. ван Гаутен, І. ван Гаутен-Ґроневельд, Т. Герельс |
| 9702 Томвандейк (Tomvandijk)            | 2108 T-2             | 29 вересня 1973   | Паломарська обсерваторія                | К. Й. ван Гаутен, І. ван Гаутен-Ґроневельд, Т. Герельс |
| 9703 Зуссенбах (Sussenbach)             | 3146 T-2             | 30 вересня 1973   | Паломарська обсерваторія                | К. Й. ван Гаутен, І. ван Гаутен-Ґроневельд, Т. Герельс |
| 9704 Джорджбікман (Georgebeekman)       | 5469 T-2             | 30 вересня 1973   | Паломарська обсерваторія                | К. Й. ван Гаутен, І. ван Гаутен-Ґроневельд, Т. Герельс |
| 9705 Друммен (Drummen)                  | 3137 T-3             | 16 жовтня 1977    | Паломарська обсерваторія                | К. Й. ван Гаутен, І. ван Гаутен-Ґроневельд, Т. Герельс |
| 9706 Бума (Bouma)                       | 3176 T-3             | 16 жовтня 1977    | Паломарська обсерваторія                | К. Й. ван Гаутен, І. ван Гаутен-Ґроневельд, Т. Герельс |
| 9707 Петрусконінґ (Petruskoning)        | 3226 T-3             | 16 жовтня 1977    | Паломарська обсерваторія                | К. Й. ван Гаутен, І. ван Гаутен-Ґроневельд, Т. Герельс |
| 9708 Ґука (Gouka)                       | 4140 T-3             | 16 жовтня 1977    | Паломарська обсерваторія                | К. Й. ван Гаутен, І. ван Гаутен-Ґроневельд, Т. Герельс |
| 9709 Кріснелл (Chrisnell)               | 5192 T-3             | 16 жовтня 1977    | Паломарська обсерваторія                | К. Й. ван Гаутен, І. ван Гаутен-Ґроневельд, Т. Герельс |
| (9710) 1964 VN1                         | 1964 VN1             | 9 листопада 1964  | Обсерваторія Цзицзіньшань               | Обсерваторія Червона Гора                              |
| 9711 Желетава (Zeletava)                | 1972 PA              | 7 серпня 1972     | Ціммервальдська обсерваторія            | Пауль Вільд, Іво Бауерсіма                             |
| 9712 Nauplius                           | 1973 SO1             | 19 вересня 1973   | Паломарська обсерваторія                | К. Й. ван Гаутен, І. ван Гаутен-Ґроневельд, Т. Герельс |
| 9713 Oceax                              | 1973 SP1             | 19 вересня 1973   | Паломарська обсерваторія                | К. Й. ван Гаутен, І. ван Гаутен-Ґроневельд, Т. Герельс |
| (9714) 1975 LF1                         | 1975 LF1             | 1 червня 1975     | Обсерваторія Сайдинг-Спрінг             | Роберт Макнот                                          |
| (9715) 1975 SB1                         | 1975 SB1             | 30 вересня 1975   | Паломарська обсерваторія                | Ш. Дж. Бас                                             |
| 9716 Северіна (Severina)                | 1975 UE              | 27 жовтня 1975    | Ціммервальдська обсерваторія            | Пауль Вільд                                            |
| 9717 Людвасилія (Lyudvasilia)           | 1976 SR5             | 24 вересня 1976   | КрАО                                    | Черних Микола Степанович                               |
| 9718 Гербєфремов (Gerbefremov)          | 1976 YR1             | 16 грудня 1976    | КрАО                                    | Черних Людмила Іванівна                                |
| 9719 Якаґе (Yakage)                     | 1977 DF2             | 18 лютого 1977    | Обсерваторія Кісо                       | Хірокі Косаї, Кіїтіро Фурукава                         |
| 9720 Ульфбіргітта (Ulfbirgitta)         | 1980 FH1             | 16 березня 1980   | Обсерваторія Ла-Сілья                   | Клаес-Інґвар Лаґерквіст                                |
| 9721 Доти (Doty)                        | 1980 GB              | 14 квітня 1980    | Станція Андерсон-Меса                   | Едвард Бовелл                                          |
| 9722 Леві-Монтальчині (Levi-Montalcini) | 1981 EZ              | 4 березня 1981    | Обсерваторія Ла-Сілья                   | Анрі Дебеонь, Джованні де Санктіс                      |
| (9723) 1981 EP13                        | 1981 EP13            | 1 березня 1981    | Обсерваторія Сайдинг-Спрінг             | Ш. Дж. Бас                                             |
| (9724) 1981 EW17                        | 1981 EW17            | 2 березня 1981    | Обсерваторія Сайдинг-Спрінг             | Ш. Дж. Бас                                             |
| (9725) 1981 EE19                        | 1981 EE19            | 2 березня 1981    | Обсерваторія Сайдинг-Спрінг             | Ш. Дж. Бас                                             |
| (9726) 1981 EY19                        | 1981 EY19            | 2 березня 1981    | Обсерваторія Сайдинг-Спрінг             | Ш. Дж. Бас                                             |
| (9727) 1981 EW24                        | 1981 EW24            | 2 березня 1981    | Обсерваторія Сайдинг-Спрінг             | Ш. Дж. Бас                                             |
| (9728) 1981 EX38                        | 1981 EX38            | 2 березня 1981    | Обсерваторія Сайдинг-Спрінг             | Ш. Дж. Бас                                             |
| (9729) 1981 RQ                          | 1981 RQ              | 7 вересня 1981    | Обсерваторія Клеть                      | Антонін Мркос                                          |
| (9730) 1982 FA                          | 1982 FA              | 23 березня 1982   | Обсерваторія Маунт-Леммон               | Майкл Сітко, В. Штерн                                  |
| (9731) 1982 JD1                         | 1982 JD1             | 15 травня 1982    | Паломарська обсерваторія                | Паломарська обсерваторія                               |
| 9732 Юхновський (Juchnovski)            | 1984 SJ7             | 24 вересня 1984   | Смолян                                  | Володимир Шкодров, Віолета Іванова                     |
| 9733 Валтіхонов (Valtikhonov)           | 1985 SC3             | 19 вересня 1985   | КрАО                                    | Черних Микола Степанович, Chernykh, L. I.              |
| (9734) 1986 CB2                         | 1986 CB2             | 12 лютого 1986    | Обсерваторія Ла-Сілья                   | Анрі Дебеонь                                           |
| (9735) 1986 JD                          | 1986 JD              | 2 травня 1986     | Паломарська обсерваторія                | INAS                                                   |
| (9736) 1986 QP2                         | 1986 QP2             | 28 серпня 1986    | Обсерваторія Ла-Сілья                   | Анрі Дебеонь                                           |
| 9737 Дударова (Dudarova)                | 1986 SC2             | 29 вересня 1986   | КрАО                                    | Карачкіна Людмила Георгіївна                           |
| (9738) 1987 DF6                         | 1987 DF6             | 23 лютого 1987    | Обсерваторія Ла-Сілья                   | Анрі Дебеонь                                           |
| 9739 Пауелл (Powell)                    | 1987 SH7             | 26 вересня 1987   | Паломарська обсерваторія                | Керолін Шумейкер                                       |
| (9740) 1987 ST11                        | 1987 ST11            | 23 вересня 1987   | Обсерваторія Ла-Сілья                   | Анрі Дебеонь                                           |
| 9741 Солохін (Solokhin)                 | 1987 UU4             | 22 жовтня 1987    | КрАО                                    | Журавльова Людмила Василівна                           |
| 9742 Ворпсведе (Worpswede)              | 1987 WT1             | 26 листопада 1987 | Обсерваторія Карла Шварцшильда          | Ф. Бернґен                                             |
| 9743 Tohru                              | 1988 GD              | 8 квітня 1988     | Паломарська обсерваторія                | Е. Гелін                                               |
| 9744 Нільсен (Nielsen)                  | 1988 JW              | 9 травня 1988     | Паломарська обсерваторія                | Керолін Шумейкер, Юджин Шумейкер                       |
| 9745 Сінкенвада (Shinkenwada)           | 1988 VY              | 2 листопада 1988  | Обсерваторія Ґейсей                     | Тсутому Секі                                           |
| 9746 Кадзукоітікава (Kazukoichikawa)    | 1988 VS1             | 7 листопада 1988  | Обсерваторія Яцуґатаке-Кобутізава       | Йошіо Кушіда, Масару Іноуе                             |
| (9747) 1989 AT                          | 1989 AT              | 4 січня 1989      | Обсерваторія Кушіро                     | Сейджі Уеда, Хіроші Канеда                             |
| 9748 ван Остайєн (van Ostaijen)         | 1989 CS2             | 4 лютого 1989     | Обсерваторія Ла-Сілья                   | Ерік Вальтер Ельст                                     |
| 9749 Ван ден Ейнде (Van den Eijnde)     | 1989 GC1             | 3 квітня 1989     | Обсерваторія Ла-Сілья                   | Ерік Вальтер Ельст                                     |
| (9750) 1989 NE1                         | 1989 NE1             | 8 липня 1989      | Університетська обсерваторія Маунт-Джон | Алан Ґілмор, Памела Кілмартін                          |
| 9751 Кадота (Kadota)                    | 1990 QM              | 20 серпня 1990    | Обсерваторія Ґейсей                     | Тсутому Секі                                           |
| (9752) 1990 QZ1                         | 1990 QZ1             | 22 серпня 1990    | Паломарська обсерваторія                | Генрі Гольт                                            |
| (9753) 1990 QL3                         | 1990 QL3             | 28 серпня 1990    | Паломарська обсерваторія                | Генрі Гольт                                            |
| (9754) 1990 QJ4                         | 1990 QJ4             | 23 серпня 1990    | Паломарська обсерваторія                | Генрі Гольт                                            |
| (9755) 1990 RR2                         | 1990 RR2             | 15 вересня 1990   | Паломарська обсерваторія                | Генрі Гольт                                            |
| 9756 Езакі (Ezaki)                      | 1991 CC3             | 12 лютого 1991    | Обсерваторія Ґейсей                     | Тсутому Секі                                           |
| 9757 Феліксдеягер (Felixdejager)        | 1991 GA6             | 8 квітня 1991     | Обсерваторія Ла-Сілья                   | Ерік Вальтер Ельст                                     |
| 9758 Даїнті (Dainty)                    | 1991 GZ9             | 13 квітня 1991    | Обсерваторія Сайдинг-Спрінг             | Данкан Стіл                                            |
| (9759) 1991 NE7                         | 1991 NE7             | 12 липня 1991     | Обсерваторія Ла-Сілья                   | Анрі Дебеонь                                           |
| (9760) 1991 PJ13                        | 1991 PJ13            | 5 серпня 1991     | Паломарська обсерваторія                | Генрі Гольт                                            |
| 9761 Кауттер (Krautter)                 | 1991 RR4             | 13 вересня 1991   | Обсерваторія Карла Шварцшильда          | Лутц Шмадель, Ф. Бернґен                               |
| 9762 Германнгессе (Hermannhesse)        | 1991 RA5             | 13 вересня 1991   | Обсерваторія Карла Шварцшильда          | Ф. Бернґен, Лутц Шмадель                               |
| (9763) 1991 RU17                        | 1991 RU17            | 13 вересня 1991   | Паломарська обсерваторія                | Генрі Гольт                                            |
| 9764 Морґенштерн (Morgenstern)          | 1991 UE5             | 30 жовтня 1991    | Обсерваторія Карла Шварцшильда          | Ф. Бернґен                                             |
| (9765) 1991 XZ                          | 1991 XZ              | 14 грудня 1991    | Фудзієда                                | Х. Шіодзава, М. Кідзава                                |
| 9766 Бредбері (Bradbury)                | 1992 DZ2             | 24 лютого 1992    | Обсерваторія Кітт-Пік                   | Spacewatch                                             |
| 9767 Мідсамер Нортон (Midsomer Norton)  | 1992 EB1             | 10 березня 1992   | Обсерваторія Сайдинг-Спрінг             | Данкан Стіл                                            |
| 9768 Стівенмаран (Stephenmaran)         | 1992 GB1             | 5 квітня 1992     | Паломарська обсерваторія                | Керолін Шумейкер, Юджин Шумейкер                       |
| 9769 Наутілус (Nautilus)                | 1993 DG2             | 24 лютого 1993    | Станція JCPM Якіїмо                     | Акіра Наторі, Такеші Урата                             |
| 9770 Діскавері (Discovery)              | 1993 EE              | 1 березня 1993    | Обсерваторія Ніхондайра                 | Такеші Урата                                           |
| (9771) 1993 FU17                        | 1993 FU17            | 17 березня 1993   | Обсерваторія Ла-Сілья                   | UESAC                                                  |
| (9772) 1993 MB                          | 1993 MB              | 16 червня 1993    | Огляд Каталіна                          | Тімоті Спар                                            |
| (9773) 1993 MG1                         | 1993 MG1             | 23 червня 1993    | Паломарська обсерваторія                | Е. Гелін                                               |
| 9774 Аннджадж (Annjudge)                | 1993 NO              | 12 липня 1993     | Обсерваторія Ла-Сілья                   | Ерік Вальтер Ельст                                     |
| 9775 Джоферґюсен (Joeferguson)          | 1993 OH12            | 19 липня 1993     | Обсерваторія Ла-Сілья                   | Ерік Вальтер Ельст                                     |
| (9776) 1993 VL3                         | 1993 VL3             | 11 листопада 1993 | Обсерваторія Кушіро                     | Сейджі Уеда, Хіроші Канеда                             |
| 9777 Ентерпрайз (Enterprise)            | 1994 OB              | 31 липня 1994     | Обсерваторія Наті-Кацуура               | Йошісада Шімідзу, Такеші Урата                         |
| 9778 Ісабельалльєнде (Isabelallende)    | 1994 PA19            | 12 серпня 1994    | Обсерваторія Ла-Сілья                   | Ерік Вальтер Ельст                                     |
| (9779) 1994 RA11                        | 1994 RA11            | 1 вересня 1994    | Обсерваторія Кушіро                     | Сейджі Уеда, Хіроші Канеда                             |
| 9780 Бандерснетч (Bandersnatch)         | 1994 SB              | 25 вересня 1994   | Обсерваторія Наті-Кацуура               | Йошісада Шімідзу, Такеші Урата                         |
| 9781 Джубджубптах (Jubjubbird)          | 1994 UB1             | 31 жовтня 1994    | Обсерваторія Наті-Кацуура               | Йошісада Шімідзу, Такеші Урата                         |
| 9782 Едо (Edo)                          | 1994 WM              | 25 листопада 1994 | Обсерваторія Оїдзумі                    | Такао Кобаяші                                          |
| 9783 Тенсьокан (Tensho-kan)             | 1994 YD1             | 28 грудня 1994    | Обсерваторія Оїдзумі                    | Такао Кобаяші                                          |
| 9784 Йоцубасі (Yotsubashi)              | 1994 YJ1             | 31 грудня 1994    | Обсерваторія Оїдзумі                    | Такао Кобаяші                                          |
| 9785 Сендзікан (Senjikan)               | 1994 YX1             | 31 грудня 1994    | Обсерваторія Оїдзумі                    | Такао Кобаяші                                          |
| 9786 Ґакутенсоку (Gakutensoku)          | 1995 BB              | 19 січня 1995     | Обсерваторія Оїдзумі                    | Такао Кобаяші                                          |
| (9787) 1995 BA3                         | 1995 BA3             | 27 січня 1995     | Обсерваторія Кушіро                     | Сейджі Уеда, Хіроші Канеда                             |
| (9788) 1995 EQ1                         | 1995 EQ1             | 11 березня 1995   | Обсерваторія Оїдзумі                    | Такао Кобаяші                                          |
| (9789) 1995 GO7                         | 1995 GO7             | 4 квітня 1995     | Обсерваторія Кушіро                     | Сейджі Уеда, Хіроші Канеда                             |
| (9790) 1995 OK8                         | 1995 OK8             | 25 липня 1995     | Обсерваторія Кітт-Пік                   | Spacewatch                                             |
| (9791) 1995 YD1                         | 1995 YD1             | 21 грудня 1995    | Обсерваторія Оїдзумі                    | Такао Кобаяші                                          |
| (9792) 1996 BX1                         | 1996 BX1             | 23 січня 1996     | Обсерваторія Оїдзумі                    | Такао Кобаяші                                          |
| 9793 Торвальдс (Torvalds)               | 1996 BW4             | 16 січня 1996     | Обсерваторія Кітт-Пік                   | Spacewatch                                             |
| (9794) 1996 FO5                         | 1996 FO5             | 25 березня 1996   | Станція Сінлун                          | SCAP                                                   |
| 9795 Депрез (Deprez)                    | 1996 GJ19            | 15 квітня 1996    | Обсерваторія Ла-Сілья                   | Ерік Вальтер Ельст                                     |
| (9796) 1996 HW                          | 1996 HW              | 19 квітня 1996    | Сормано                                 | Франческо Манка, Паоло К'явенна                        |
| 9797 Раес (Raes)                        | 1996 HR21            | 18 квітня 1996    | Обсерваторія Ла-Сілья                   | Ерік Вальтер Ельст                                     |
| (9798) 1996 JK                          | 1996 JK              | 8 травня 1996     | Обсерваторія Кушіро                     | Сейджі Уеда, Хіроші Канеда                             |
| (9799) 1996 RJ                          | 1996 RJ              | 8 вересня 1996    | Огляд Каталіна                          | Тімоті Спар                                            |
| (9800) 1997 ES2                         | 1997 ES2             | 4 березня 1997    | Обсерваторія Оїдзумі                    | Такао Кобаяші                                          |

| Астероїди 1—10000 → |           |           |           |           |           |           |           |           |            |
| 1—100               | 1001—1100 | 2001—2100 | 3001—3100 | 4001—4100 | 5001—5100 | 6001—6100 | 7001—7100 | 8001—8100 | 9001—9100  |
| 101—200             | 1101—1200 | 2101—2200 | 3101—3200 | 4101—4200 | 5101—5200 | 6101—6200 | 7101—7200 | 8101—8200 | 9101—9200  |
| 201—300             | 1201—1300 | 2201—2300 | 3201—3300 | 4201—4300 | 5201—5300 | 6201—6300 | 7201—7300 | 8201—8300 | 9201—9300  |
| 301—400             | 1301—1400 | 2301—2400 | 3301—3400 | 4301—4400 | 5301—5400 | 6301—6400 | 7301—7400 | 8301—8400 | 9301—9400  |
| 401—500             | 1401—1500 | 2401—2500 | 3401—3500 | 4401—4500 | 5401—5500 | 6401—6500 | 7401—7500 | 8401—8500 | 9401—9500  |
| 501—600             | 1501—1600 | 2501—2600 | 3501—3600 | 4501—4600 | 5501—5600 | 6501—6600 | 7501—7600 | 8501—8600 | 9501—9600  |
| 601—700             | 1601—1700 | 2601—2700 | 3601—3700 | 4601—4700 | 5601—5700 | 6601—6700 | 7601—7700 | 8601—8700 | 9601—9700  |
| 701—800             | 1701—1800 | 2701—2800 | 3701—3800 | 4701—4800 | 5701—5800 | 6701—6800 | 7701—7800 | 8701—8800 | 9701—9800  |
| 801—900             | 1801—1900 | 2801—2900 | 3801—3900 | 4801—4900 | 5801—5900 | 6801—6900 | 7801—7900 | 8801—8900 | 9801—9900  |
| 901—1000            | 1901—2000 | 2901—3000 | 3901—4000 | 4901—5000 | 5901—6000 | 6901—7000 | 7901—8000 | 8901—9000 | 9901—10000 |